# Reacción de Japp-Klingemann
La reacción de Japp-Klingemann es una reacción química  utilizada para sintetizar hidrazonas a partir de β-ceto-ácidos (o β-ceto-ésteres) y sales de aril diazonio . La Reacción está nombrada en honor a los químicos Francis Robert Japp y Felix Klingemann.
Los productos hidrazónicos de la reacción de Japp–Klingemann son a menudo utilizados como intermediarios en la síntesis de moléculas orgánicas más complejas .  Por ejemplo, una fenilhidrazona producida por este métodod puede ser calentada en la presencia de un ácido fuerte para producir un indol vía síntesis de indoles de Fischer .

## Mecanismo de reacción
El paso preliminar es la desprotonación del β-ceto-éster. La adición nucleofílica del anion enolato 2 a la sal de diazonio produce el azo compuesto 3. El intermediario 3 ha sido aislado en casos especiales.  Aun así, en la mayoría de los casos, la hidrólisis del intermediario 3 produce un intermediario tetraédrico 4, el cual se descompone inmediatamente para liberar el ácido carboxílico 6.  Después del intercambio protónico, se forma la hidrazona final 7 .